# Пассек Вадим Васильович
Вади́м Васи́льович Па́ссек (*20 червня (2 липня) 1808 — †25 жовтня (6 листопада) 1842) — український та російський етнограф, археолог, письменник.

## Життєпис
Онук українського полковника зі Слобожанщини, котрий мав невеликий маєток у Вовчанському повіті.
Народився в Сибіру, куди був засланий на поселення його батько — Василь Васильович Пассек.
Навчався в Московському університеті на юридичному факультеті; через приналежність до гуртка О. І. Герцена й М. П. Огарьова втратив місце «лектора історії» в Харківському університеті.
Змушено оселяється в родовому селі Спаському на Харківщині, де цілком віддається літературним заняттям та вивченню української старовини.
Записував народні пісні — увійшли до збірки народних пісень Миколи Гоголя.
Залишив значний слід у історичній і географічній науці, нариси та спостереження.

## Твори
- «Три дні в Москві під час холери», 1831,
- нариси «Подорожні нотатки Вадима Пассека», 1834,
- п'ять томів «Очерков России», у співавторстві з Ізмаїлом Срезневським, 1838—1842. (Кн. 1; Кн. 2),
- «Київсько-Печерська обитель», 1838,
- краєзнавчі матеріали про Харківщину — «Очерк Харьковской губернии», 1839,
- «Кургани та городища Харківського, Валківського та Полтавського повітів», 1839,
- «Київські Золоті ворота», 1840,
- «Куряжський Преображенський монастир», 1840,
- «Ногайські степи», 1840,
- «Околиція Переяславля», 1840,
- «Нариси з подорожі по Криму», 1840,
- «Історичний опис Московського Симонова монастиря», 1843,
- «Города Харьковской губернии с картами, планами и гербами»,
- розробив план широкого дослідження археологічних пам'яток на території Російської імперії,
- здійснив опис городищ і курганів кількох повітів Харківської губернії.